# Elise y Otto Hampel

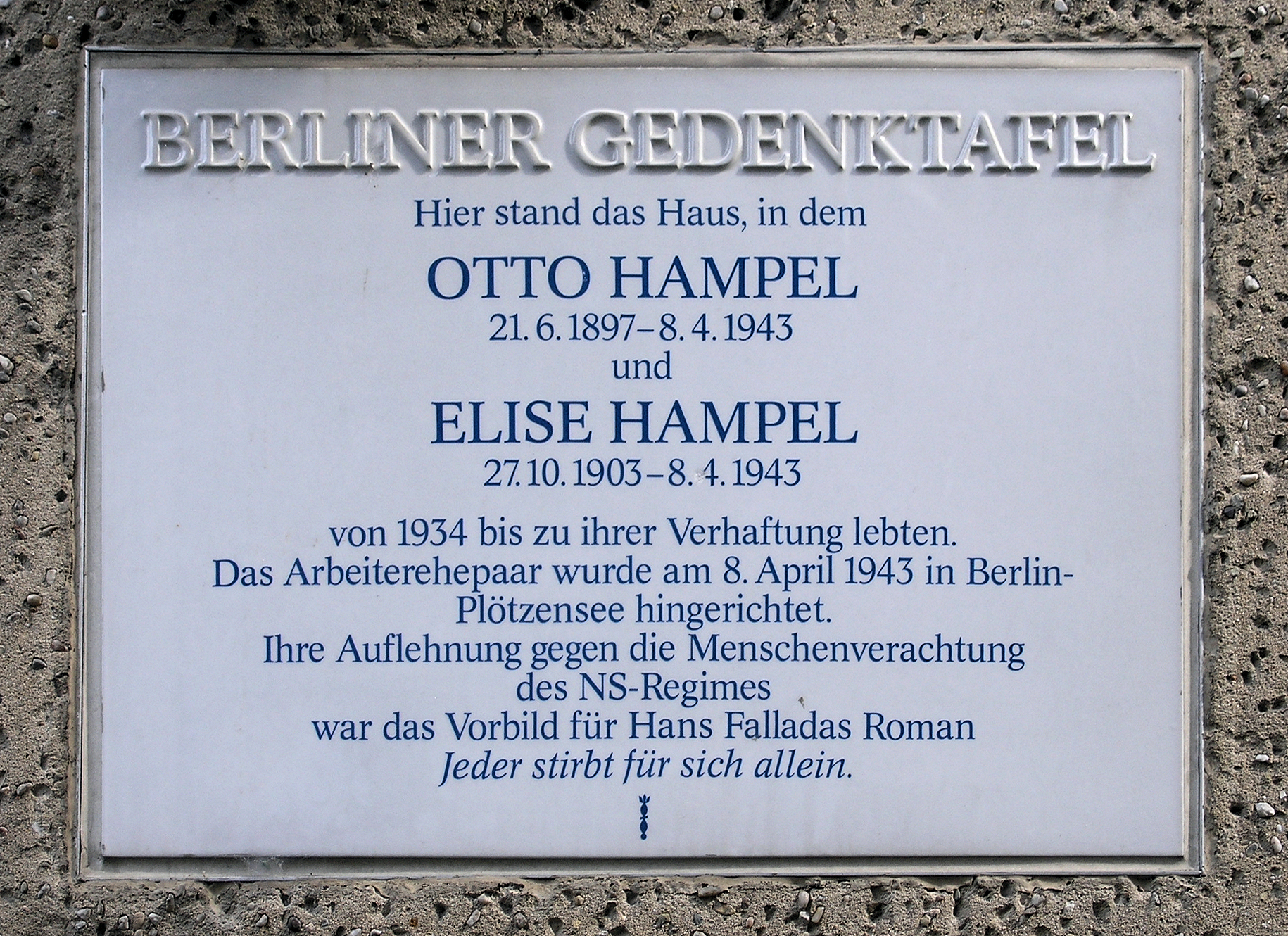
Amsterdamer Straße 10 en Berlín.

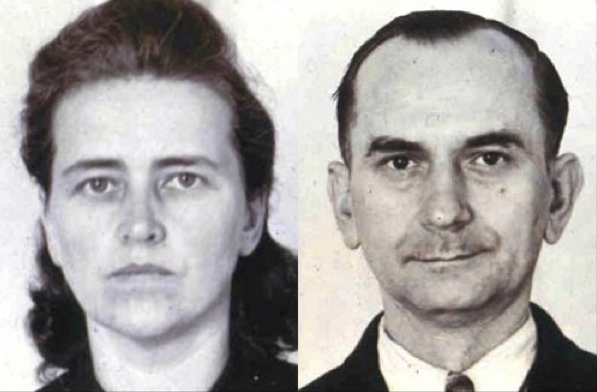
Elise y Otto Hampel.

Otto y Elise Hampel fueron una pareja de ciudadanos alemanes que resistieron al nazismo en Berlín. Fueron ejecutados en la guillotina el 8 de abril de 1943. Su historia fue inmortalizada en la novela de Hans Fallada de 1947, Solo en Berlín.

## Semblanza
- Otto Hampel (21 de junio de 1897 – 8 de abril de 1943) nació en Ołobok (Baja Silesia), hoy Polonia, entonces parte de Alemania. Sirvió en la Primera Guerra Mundial y posteriormente se desempeñó como obrero en una fábrica.[1]
- Elise Lemme (27 de octubre de  1903 – 8 de abril de 1943) originaria de Stendal, solo cursó la escuela primaria y trabajó como empleada doméstica. Era miembro de la NS-Frauenschaft (Asociación de Mujeres Nacionalsocialistas).[2]

Se casaron en 1935. Luego de la muerte del hermano de Elisa en el frente, se sumaron a la resistencia contra el Tercer Reich. Desde septiembre de 1940 hasta su arresto en 1942, habían escrito más de 250 postales con proclamas llamando a la resistencia y dejándolas en buzones del barrio berlinés donde vivían, Wedding, hoy Berlín-Mitte. 
La Gestapo tardó dos años en hallarlos, siendo arrestados en 1942. En el juicio celebrado en el Volksgerichtshof, fueron acusados de alta traición a la patria, siendo decapitados en la prisión de Plötzensee, Berlín.

## Literatura, cine y TV
El escritor Hans Fallada los hizo protagonistas de su novela, llamándolos Otto y Anna Quangel. La misma fue adaptada en cinco ocasiones al cine y televisión.
- La primera adaptación fue la película para la televisión alemana Jeder stirbt für sich allein (1962, Falk Harnack).[7]
- En 1970, Hans-Joachim Kasprzik dirigió una serie en tres episodios para la DEFA con Hildegard Knef como Anna.[8]
- Alfred Vohrer dirigió en 1975 Jeder stirbt für sich allein, película lanzada al año siguiente en inglés con el título Everyone Dies Alone.[9]
- En 2004, se produjo una serie en tres partes para la televisión de la República Checa.
- En febrero de 2013, la cadena francesa France 3 emitió un documental sobre el tema, realizado por Michäel Gaumnitz y titulado Seuls contre Hitler.[10]
- En 2016, se estrenó una coproducción germano-franco-británica dirigida por Vincent Pérez e interpretada por Daniel Brühl, Emma Thompson y Brendan Gleeson, titulada Alone in Berlin.[11]